# Irmhild Barz
Irmhild Barz (* 26. Juli 1943 in Stolzenberg/Posterstein) ist eine deutsche Germanistin, Linguistin und Hochschullehrerin.

## Leben und Wirken
Nach ihrer Reifeprüfung 1961 in Gera studierte Irmhild Barz von 1962 bis 1966 Germanistik und Russistik an der Universität Leipzig. 1966 legte sie die Diplomprüfung und 1967 das Staatsexamen ab. Im Jahre 1972 promovierte sie zum Dr. phil. bei Wolfgang Fleischer. Von 1976 bis 1979 lehrte sie als Gastdozentin für deutsche Sprache an der Universität Skopje. 1985 folgte ihre Habilitation an der Universität Leipzig für Deutsche Sprache. Von 1987 bis 1992 lehrte sie als Dozentin und ab 1991 als Professorin für Deutsche Sprache der Gegenwart an dieser Universität. Im Jahre 1999 wurde sie Mitglied der Sächsischen Akademie der Wissenschaften zu Leipzig.

## Veröffentlichungen (Auswahl)
- Untersuchungen zur Semantik der Lokaladverbien in der deutschen Gegenwartssprache. In: Beiträge zur Geschichte der deutschen Sprache und Literatur (Halle), Bd. 95 (1974), S. 97–213 u. Bd. 96 (1976), S. 264–312 (= Dissertation Universität Leipzig).

- (Bearb.): Wort, Satz, Text. Ausgewählte Beiträge zur Sprachwissenschaft. 2. Aufl. Verlag Enzyklopädie, Leipzig 1982.
- Nomination durch Wortbildung. Verlag Enzyklopädie, Leipzig 1988 (= Habilitationsschrift Universität Leipzig).
- (mit Marianne Schröder): Zur Spezifik komplexer Benennungen. In: Wolfgang Fleischer (Hrsg.): Wortschatz der deutschen Sprache in der DDR. 2. Aufl. Verlag Enzyklopädie, Leipzig 1988, S. 301–388, ISBN 3-323-00085-4.
- (Mitautorin): Deutsch für kaufmännische Berufe. Verlag Die Wirtschaft, Berlin 1990, ISBN 3-349-00615-9.
- (mit Wolfgang Fleischer): Wortbildung der deutschen Gegenwartssprache. Niemeyer, Tübingen 1992, ISBN 3-484-10682-4 (4. Aufl. de Gruyter, Berlin 2012, ISBN 3-11-025663-0).
- (Hrsg.): Das Lernerwörterbuch Deutsch als Fremdsprache in der Diskussion (= Sprache – Literatur und Geschichte, Bd. 12). Winter, Heidelberg 1996, ISBN 3-8253-0363-2.
- (Hrsg., mit Ulla Fix): Deutsch-deutsche Kommunikationserfahrungen im arbeitsweltlichen Alltag (= Sprache – Literatur und Geschichte, Bd. 16). Winter, Heidelberg 1997, ISBN 3-8253-0623-2.
- (Hrsg.): Zwischen Grammatik und Lexikon (= Linguistische Arbeiten, Bd. 390). Niemeyer, Tübingen 1998, ISBN 3-484-30390-5.
- (Hrsg.): Praxis- und Integrationsfelder der Wortbildungsforschung (= Sprache - Literatur und Geschichte, Bd. 19). Winter, Heidelberg 2000, ISBN 3-8253-0997-5.
- (Mitautorin): Wortbildung – praktisch und integrativ. Ein Arbeitsbuch (= Leipziger Skripten, Bd. 2). Lang, Frankfurt/M. 2002, ISBN 3-631-38997-3 (4. Aufl. 2007, ISBN 3-631-56482-1).
- (Hrsg.): Das Wort in Text und Wörterbuch. Hirzel, Stuttgart 2002, ISBN 3-7776-1154-9.

Festschrift
- Ulla Fix (Hrsg.): Wort-Bildung und Wort-Schatz. Irmhild Barz zum 65.Geburtstag. Bibliographie, Forschung, Biographisches. Institut für Germanistik, Universität Leipzig 2008, ISBN 978-3-941152-06-9.